# Provincie Nemuro
Provincie Nemuro (japonsky: 根室国; Nemuro no kuni) byla krátce existující japonská provincie ležící na ostrově Hokkaidó. Na jejím území se dnes rozkládá podprefektura Nemuro.
Provincie vznikla 15. srpna 1869 a skládala se z 5 okresů. V roce 1872 při sčítání lidu činila populace provincie 832 osob. V lednu 1885 byl Šikotan převeden pod provincii Čišima.

## Okresy
- Hanasaki (花咲郡) (zrušen 1. dubna 1959, když byla vesnice Habomai začleněna do města Nemuro; původně obsahovala okres Šikotan)
- Nemuro (根室郡) (zrušen 1. srpna 1957, když bylo město (mači) Nemuro a vesnice Wada začleněny do města (ši) Nemuro)
- Nocuke (野付郡)
- Menaši (目梨郡)
- Šibecu (標津郡)